# Metal Church
Metal Church ist eine US-amerikanische Heavy-Metal-Band aus Seattle. Sie wurde 1981 von Kurdt Vanderhoof unter dem Namen Shrapnel gegründet.
Zur Zeit ihrer Gründung befanden sich die Subgenres Thrash Metal und Speed Metal noch in ihrer Entwicklung. Metal Church prägten diese wesentlich mit.

## Geschichte

### 1980er

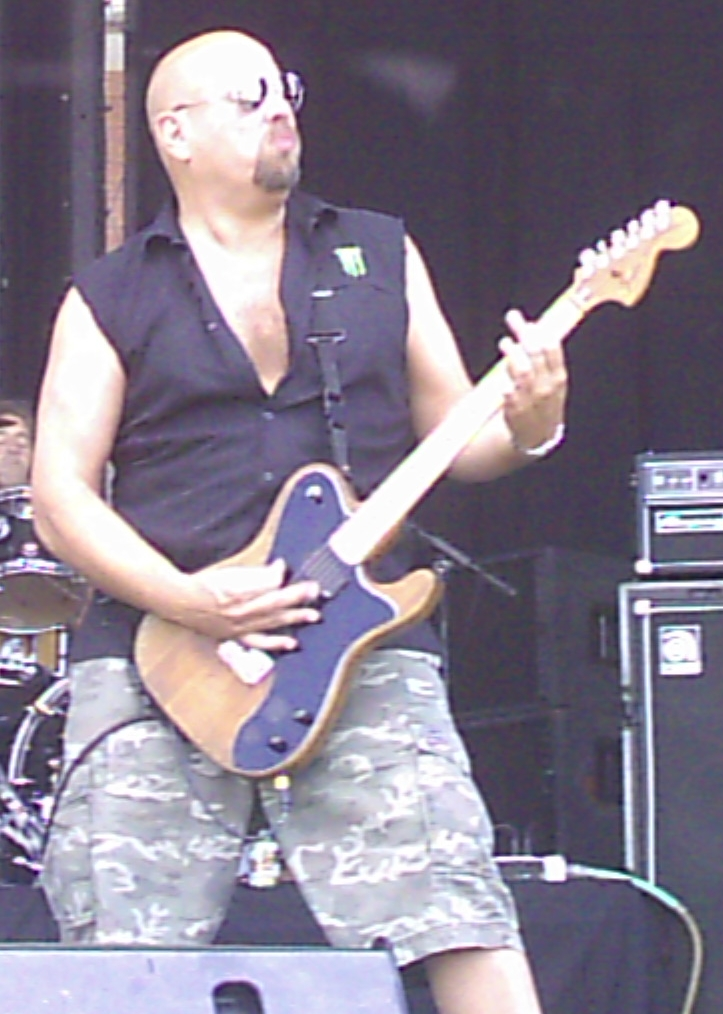
Gitarrist Kurdt Vanderhoof Live 2006

Kurdt Vanderhoof gründete die Band zusammen mit Kirk Arrington, Mike Murphy, Duke Erickson und Craig Wells, die er noch aus Highschool-Tagen kannte. Zunächst traten sie als Coverband auf und begann erst nach und nach, eigene Lieder zu schreiben. Statt Kirk Arrington war zunächst ein anderer Freund Vanderhoofs, der spätere Metallica-Mitbegründer Lars Ulrich, als Schlagzeuger vorgesehen. Gerade zur Zeit der Gründung Shrapnels zog dieser jedoch nach Los Angeles um. 1983 wurde die Band in Metal Church umbenannt. Der Name geht auf Kurdt Vanderhoofs Apartment in San Francisco zurück, die sogenannte „Metal Church“, in der sich für ihn und seine Freunde alles um Heavy Metal drehte. 1984 erschien das Debütalbum, das positiv aufgenommen wurde und der Band auch einen kommerziellen Erfolg bescherte. Mit der Veröffentlichung von The Dark wurden Metal Church in einem Atemzug mit Metallica genannt, mit denen sie dann auch auf eine große Tour gingen. Die Band trennte sich in dieser Zeit von David Wayne, da dieser seine Alkoholprobleme nicht mäßigen konnte. Mit dem neuen Sänger Mike Howe (zuvor bei Heretic) und dem Album Blessing in Disguise befanden sich Metal Church 1989 auf dem Höhepunkt ihrer Karriere.

### 1990er
Auf The Human Factor zeigte sich Mike Howe 1991 als voll in die Band integriert. Nachdem dieses Album veröffentlicht war, trieb Kurdt Vanderhoof seine Solo-Karriere verstärkt voran, ohne jedoch Metal Church gänzlich aufzugeben. Zusammen mit dem Bedeutungsverlust des gesamten Genres in den 90er-Jahren führte das jedoch dazu, dass die Band sich 1993 nach der Veröffentlichung von Hanging in the Balance auflöste. Die einzelnen Musiker verbrachten die folgenden Jahre mit ihren Solo-Projekten.

### Reunion

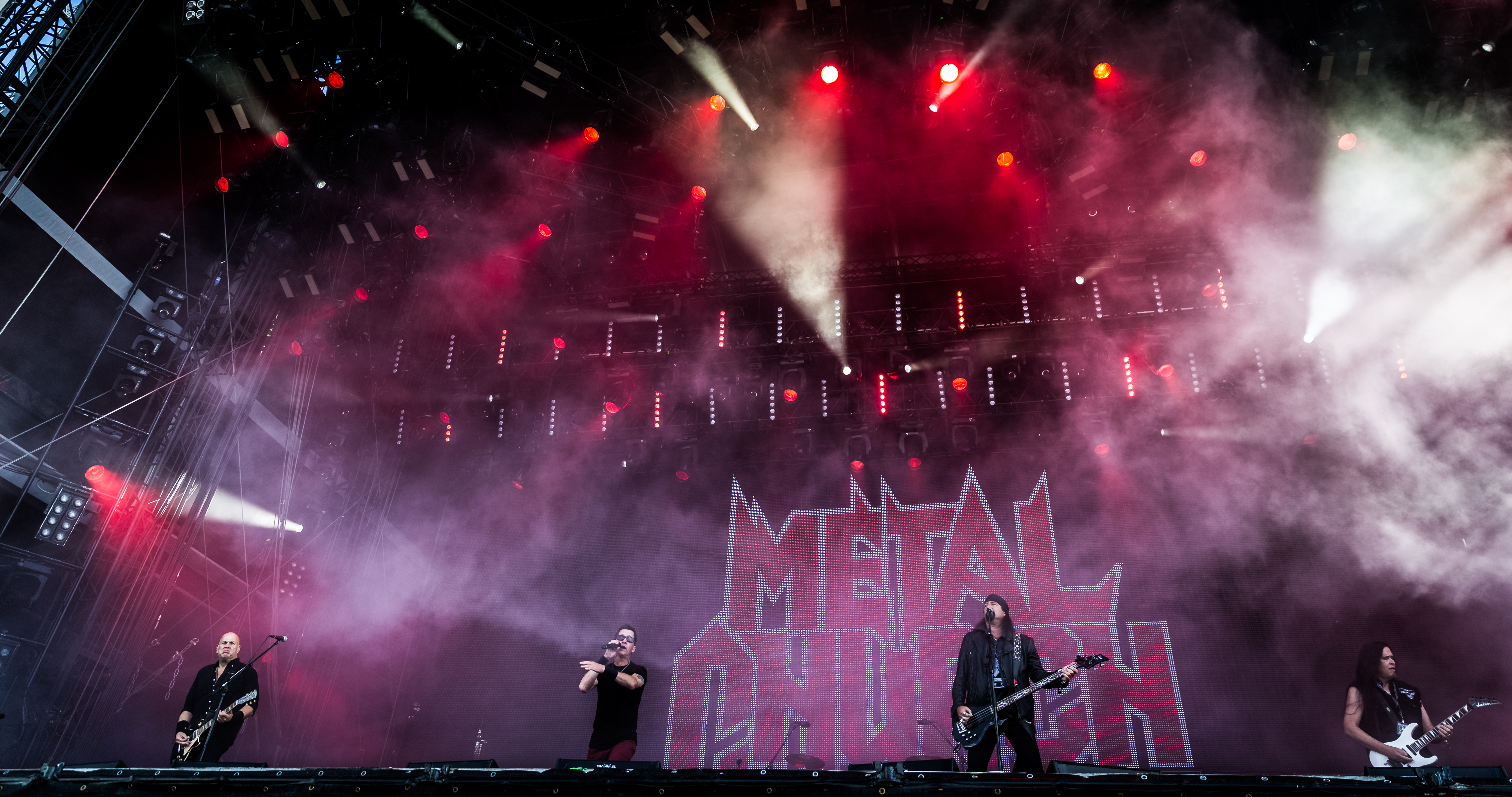
Metal Church beim Wacken Open Air 2016

1998 wiedervereinigten sich Metal Church mit David Wayne, als es mit dem Heavy Metal wieder etwas aufwärtsging. Die ersten Lebenszeichen waren das Livealbum Live, welches jedoch nur ein Konzert aus den Achtzigern beinhaltet. 1999 folgte Masterpeace, das auf geteilte Kritiken stieß. 2001 verließ David Wayne die Band, 2004 kamen Ronny Munroe, Jay Reynolds und Steve Unger dazu. Nebenprojekte Vanderhoofs verzögerten die Veröffentlichung des Albums The Weight of the World bis 2004.
2005 musste Kirk Arrington die Band aus gesundheitlichen Gründen verlassen und wurde durch Jeff Plate ersetzt. David Wayne starb am 10. Mai desselben Jahres nach einem Autounfall.
Am 21. Februar 2008 gab die Band bekannt, dass Gitarrist Jay Reynolds die Band aus persönlichen Gründen verlassen habe. Sein Nachfolger war Rick Van Zandt, der bereits mit Ronny Munroe zusammen gespielt hatte.
Im Juli 2009 gab die Band auf ihrer Webseite bekannt, dass sie sich aufgelöst hat, jedoch noch ein letztes Konzert auf dem Rocklahoma spielen wird. Die restlichen Konzerte für 2009 wurden abgesagt. Als Grund für die Trennung wurde unter anderem der Bankrott ihres Labels SPV genannt.
Im Oktober 2012 kam es zur zweiten Reunion. Im Oktober 2013 veröffentlichte die Band ihr Album Generation Nothing. Im September 2014 verließ Ronny Munroe die Band.
2015 gab die Band auf ihrer Facebook-Seite bekannt, dass Mike Howe nach über 20 Jahren zur Band zurückkehren werde und ein neues Album geplant sei. 2016 veröffentlichte die Band ihr Comeback-Album XI und im Dezember 2018 folgte mit Damned if you Do ein weiteres Album.
Mike Howe starb am 26. Juli 2021 im Alter von 55 Jahren durch Suizid.
Kirk Arrington starb am 22. Mai 2023 im Alter von 61 Jahren.

## Diskografie

### Studioalben
| Jahr | Titel Musiklabel                                  | Höchstplatzierung, Gesamtwochen, AuszeichnungChartplatzierungen (Jahr, Titel, Musiklabel, Platzierungen, Wochen, Auszeichnungen, Anmerkungen) | Höchstplatzierung, Gesamtwochen, AuszeichnungChartplatzierungen (Jahr, Titel, Musiklabel, Platzierungen, Wochen, Auszeichnungen, Anmerkungen) | Höchstplatzierung, Gesamtwochen, AuszeichnungChartplatzierungen (Jahr, Titel, Musiklabel, Platzierungen, Wochen, Auszeichnungen, Anmerkungen) | Höchstplatzierung, Gesamtwochen, AuszeichnungChartplatzierungen (Jahr, Titel, Musiklabel, Platzierungen, Wochen, Auszeichnungen, Anmerkungen) | Anmerkungen                              |
| Jahr | Titel Musiklabel                                  | DE | AT | CH | US | Anmerkungen                              |
| ---- | ------------------------------------------------- | --- | --- | --- | --- | ---------------------------------------- |
| 1984 | Metal Church Ground Zero                          | — | — | — | — | Erstveröffentlichung: Juli 1984          |
| 1986 | The Dark Elektra Records                          | — | — | — | US92 (23 Wo.)US | Erstveröffentlichung: 6. Oktober 1986    |
| 1989 | Blessing in Disguise Elektra Records              | DE39 (4 Wo.)DE | — | — | US75 (15 Wo.)US | Erstveröffentlichung: 7. Februar 1989    |
| 1991 | The Human Factor Epic Records                     | DE39 (4 Wo.)DE | — | — | US75 (15 Wo.)US | Erstveröffentlichung: 26. März 1991      |
| 1993 | Hanging in the Balance SPV/Steamhammer            | DE79 (8 Wo.)DE | — | — | — | Erstveröffentlichung: 7. Oktober 1993    |
| 1999 | Masterpeace SPV/Steamhammer                       | — | — | — | — | Erstveröffentlichung: 22. Juli 1999      |
| 2004 | The Weight of the World SPV/Steamhammer           | — | — | — | — | Erstveröffentlichung: 28. September 2004 |
| 2006 | A Light in the Dark SPV/Steamhammer               | — | — | — | — | Erstveröffentlichung: 16. Juni 2006      |
| 2008 | This Present Wasteland SPV/Steamhammer            | — | — | — | — | Erstveröffentlichung: 23. September 2008 |
| 2013 | Generation Nothing Body of Work Recordings        | — | — | — | — | Erstveröffentlichung: 22. Oktober 2013   |
| 2016 | XI Rat Pak Records                                | DE34 (1 Wo.)DE | AT51 (1 Wo.)AT | CH30 (1 Wo.)CH | US57 (2 Wo.)US | Erstveröffentlichung: 25. März 2016      |
| 2018 | Damned If You Do Nuclear Blast                    | DE68 (1 Wo.)DE | — | CH83 (1 Wo.)CH | — | Erstveröffentlichung: 7. Dezember 2018   |
| 2020 | From the Vault Reaper Entertainment               | DE85 (2 Wo.)DE | — | CH78 (2 Wo.)CH | — | Erstveröffentlichung: 10. April 2020     |
| 2023 | Congregation of Annihilation Reaper Entertainment | DE14 (1 Wo.)DE | AT50 (1 Wo.)AT | CH25 (1 Wo.)CH | — | Erstveröffentlichung: 26. Mai 2023       |

### Livealben
- 1998: Live
- 1998: Live in Japan
- 2024: The Final Sermon: Live in Japan 2019

### Singles
- 1985: Gods of Wrath
- 1986: Start the Fire
- 1986: Watch the Children Pray
- 1988: Iron Man (mit Sir Mix-a-Lot)
- 1989: Fake Healer
- 1989: Badlands
- 1991: Date with Poverty
- 1991: In Harm’s Way
- 1991: In Mourning
- 1991: The Human Factor
- 1993: Gods of Second Chance
- 2015: Badlands

### Videoalben
- 2007: Dynamo – Classic Concerts 1991

### Musikvideos
- 1986: Watch the Children Pray
- 1989: Badlands
- 1991: Date with Poverty
- 1991: In Harm’s Way
- 2016: No Tomorrow
- 2016: Needle & Suture
- 2018: Damned If You Do